# NGC 5326
NGC 5326 é uma galáxia espiral (Sab) localizada na direcção da constelação de Canes Venatici. Possui uma declinação de +39° 34' 31" e uma ascensão recta de 13 horas, 50 minutos e 50,5 segundos.
A galáxia NGC 5326 foi descoberta em 14 de Janeiro de 1788 por William Herschel.